# Wik-ngathana
Wik-ngathana är ett australiskt språk som talades av 130 personer år 1981. Wik-ngathana talas i Queensland. Wik-ngathana tillhör de pama-nyunganska språken.